# Diversidad sexual en Papúa Nueva Guinea
Las personas del colectivo LGBT+ en Papúa Nueva Guinea se enfrentan a desafíos legales y sociales no experimentados por otros residentes. Las relaciones sexuales consensuales entre hombres del mismo sexo está prohibida por la Sección 210 del Código Penal de Papúa Nueva Guinea. Aquellos que sean culpados de practicar sexo anal pueden ser castigados con hasta catorce años de prisión. Otros actos sexuales entre personas del mismo sexo pueden ser castigados con hasta tres años de prisión. Papúa Nueva Guinea tiene una sociedad cristiana tradicional.
En 2011, el gobierno informó a las Naciones Unidas que no tiene intención alguna de despenalizar la homosexualidad.
Según el Departamento de Estado de los Estados Unidos, no hubo informes de las actuaciones judiciales en 2012 dirigidas a las personas LGBT. Sin embargo, el departamento informó que las personas LGBT en 2012 eran «vulnerables a la estigmatización social».
Personas LGBT han informado que enfrentan discriminación en su vida cotidiana, y con frecuencia, dificultades para encontrar puestos de trabajo. El primer ministro Peter O'Neill explicó que había "fuertes sentimientos" en contra de la homosexualidad en el país, en "aceptar aún esa apertura sexual".